# Francolinus francolinus

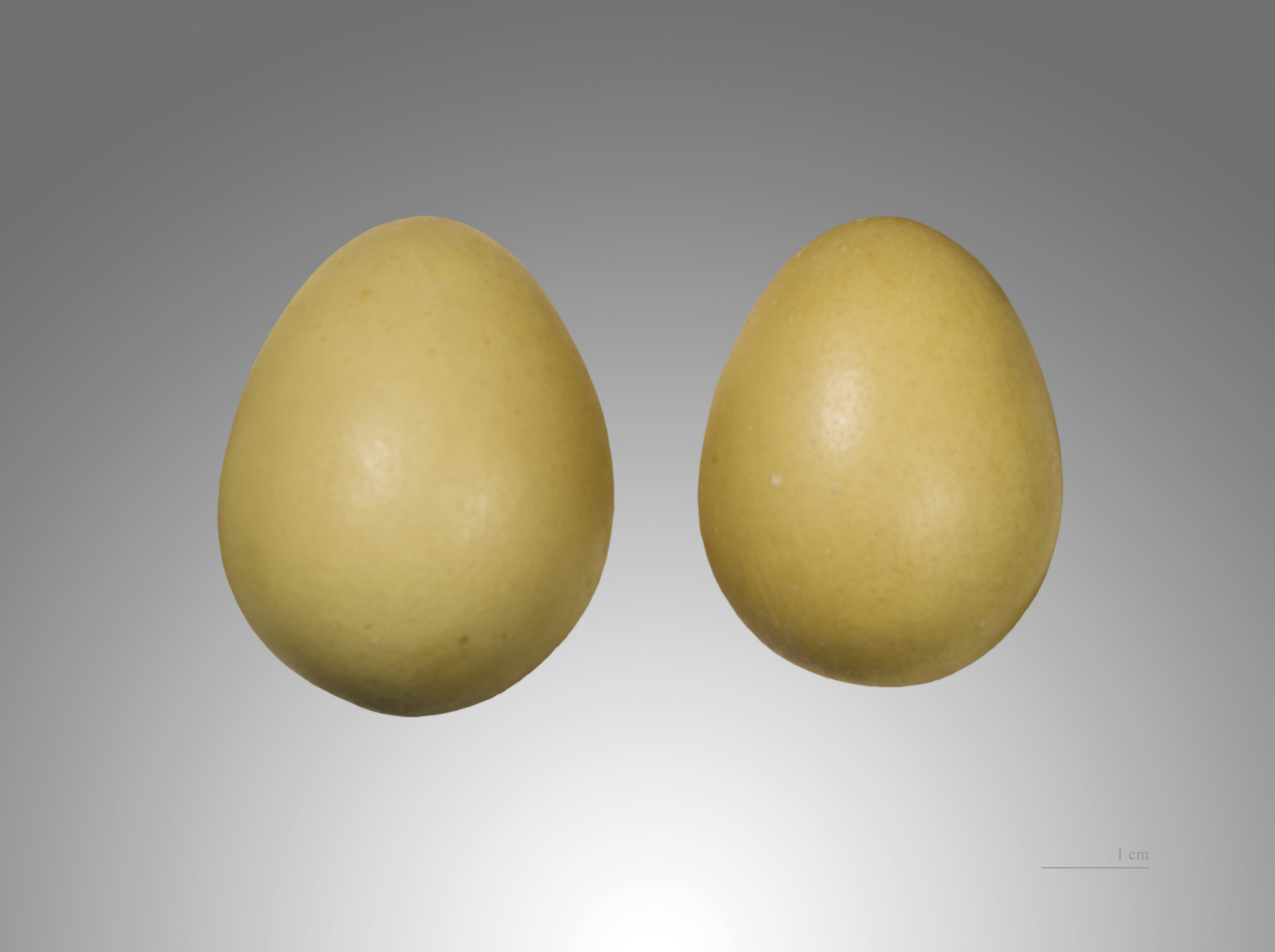
Vioù Francolinus francolinus

Francolinus francolinus là một loài chim trong họ Phasianidae.

## Hình ảnh

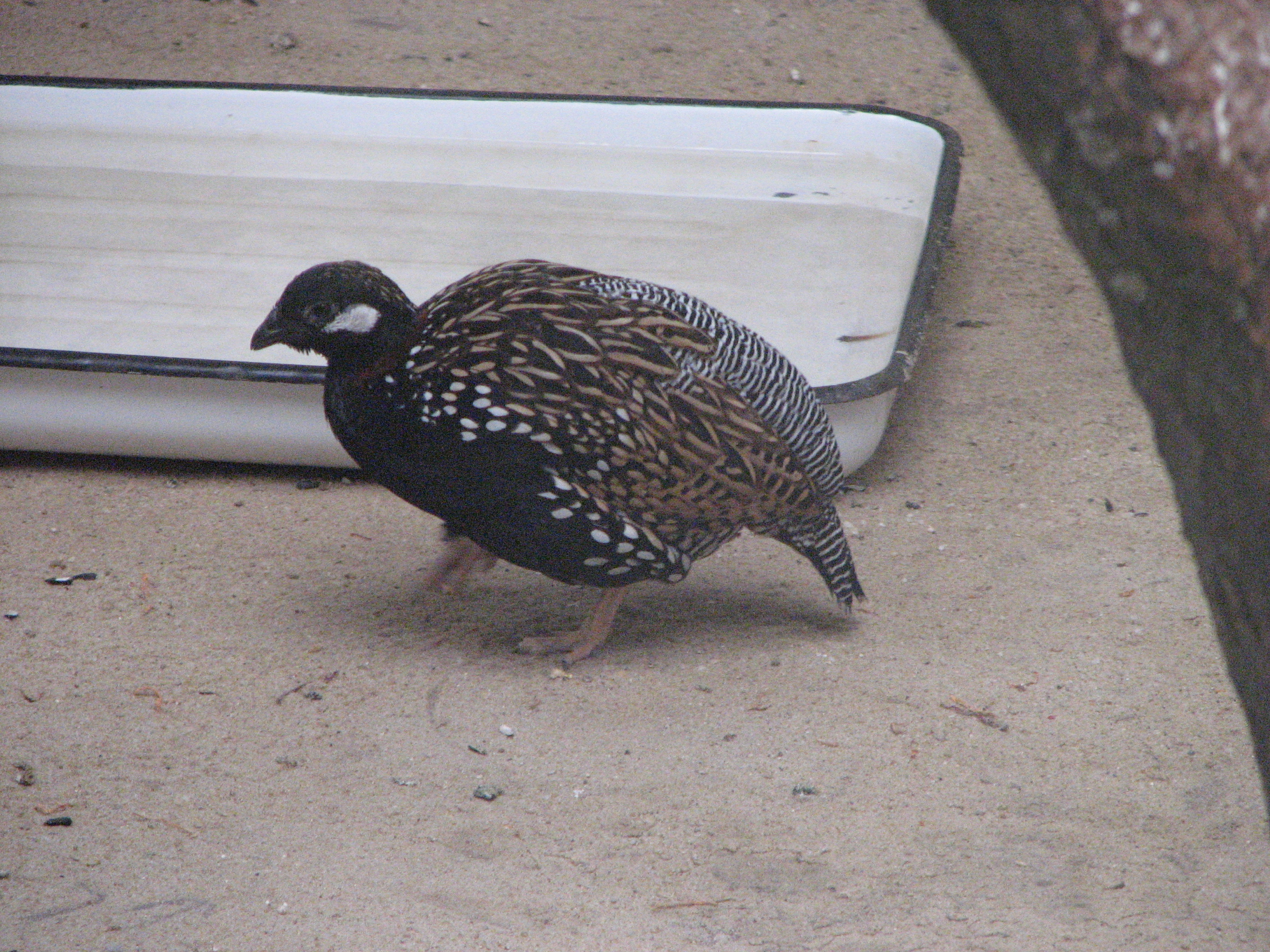
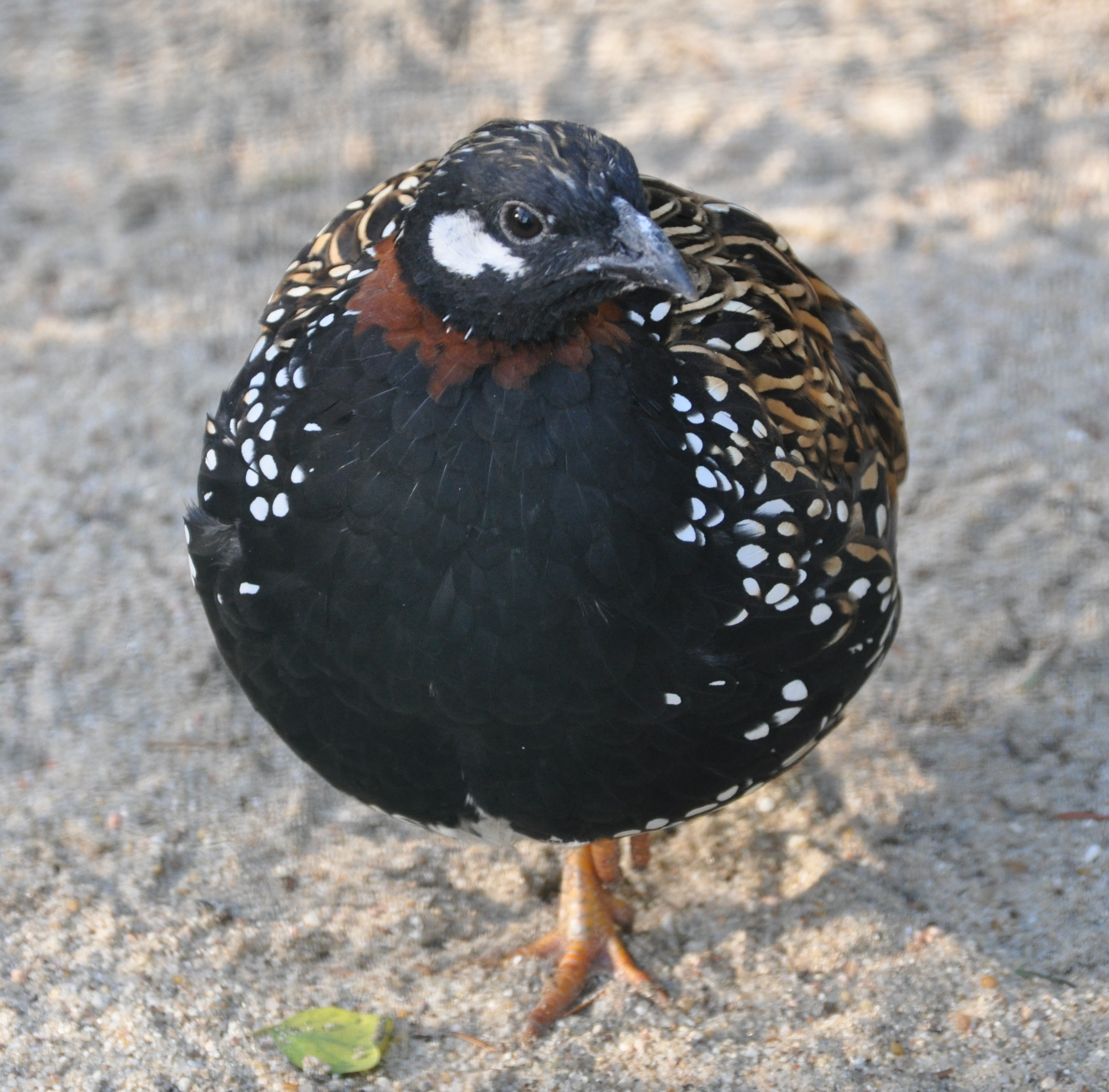